# Azellus Denis
Azellus Denis PC QC (* 26. März 1907 in Saint-Norbert, Québec; † 4. September 1991) war ein kanadischer Rechtsanwalt und Politiker der Liberalen Partei Kanadas, der insgesamt annähernd 56 Jahre Abgeordneter des Unterhauses und Mitglied des Senats sowie zeitweilig Minister war.

## Leben
Nach dem Schulbesuch absolvierte Denis ein Studium, das er mit einem Bachelor of Arts (B.A.) abschloss. Ein weiteres Studium der Rechtswissenschaften an der Universität Montreal beendete er mit einem Bachelor of Laws (LL.B.) und nahm anschließend eine Tätigkeit als Rechtsanwalt auf. Zwischenzeitlich leistete er seinen Wehrdienst 2. Reserve-Bataillon des Châteauguay Regiment.
Bei der Unterhauswahl vom 14. Oktober 1935 wurde er als Kandidat der Liberalen Partei erstmals als Abgeordneter in das Unterhaus gewählt und vertrat dort bis zu seinem Mandatsverzicht am 3. Februar 1964 den Wahlkreis Saint-Denis. Am 22. April 1963 wurde Denis von Premierminister Lester Pearson als Postminister (Postmaster General) in das 19. kanadische Kabinett berufen und gehörte diesem bis zu seinem Rücktritt am 2. Februar 1964 an.
Nach seinem Ausscheiden aus der Regierung und dem Unterhaus am 3. Februar 1964 wurde er auf Vorschlag von Premierminister Pearson Mitglied des Senats. Da seine Ernennung vor dem Inkrafttreten des British North America Act von 1965 erfolgte, galt nicht das automatische verfassungsmäßige Höchstalter von 75 Jahren, so dass er bis zu seinem Tod am 4. September 1991 Mitglied des Senats blieb und dort den Senatsbezirk La Salle vertrat.
Zum Zeitpunkt seines Todes gehörte er fast 56 Jahre dem Parlament von Kanada an.
Sein älterer Bruder Joseph-Arthur Denis war ebenfalls Abgeordneter und vertrat von 1922 bis zu dessen Tod ebenfalls den Wahlkreis Saint-Denis im Unterhaus.